# José dos Santos Ferreira Moura
José dos Santos Ferreira Moura, também conhecido como Abade Moura, nasceu a 29 de Abril 1839 em São Pedro da Cova e morreu a 6 de Junho 1887 na Foz, onde foi padre durante vários anos. 
Em 1929, o seu túmulo caiu, expondo o seu corpo aos elementos. O corpo do padre estava bastante bem conservado, passando a ser considerado um santo entre as pessoas locais. O seu corpo actualmente encontra-se num caixão de vidro num jazigo no fundo do cemitério da foz, onde pode ser visitado diariamente.